# Sigvarður Þéttmarsson
Sigvarður Þéttmarsson (Théttmarsson m. 1268) fue el noveno obispo católico de Skálholt, Islandia, entre 1238 y 1268. Era de origen noruego y había ejercido como abad en Selju. Fue elegido obispo en 1238, compitiendo con Magnús góði Guðmundarson, pues el rey Haakon IV de Noruega estaba dispuesto a favorever el poder del arzobispado noruego en la isla.
Sigvarður fue el último obispo de Skálholt en la Mancomunidad Islandesa, territorio que se sometió a la corona noruega entre 1262 y 1264, pero se vio rápidamente involucrado en las sagrientas disputas de la guerra civil islandesa, episodio conocido como Sturlungaöld. En enero de 1242, Órækja Snorrason lanza una ofensiva contra Gissur Þorvaldsson, que estaba en Skálholt, en venganza por la muerte de su padre Snorri Sturluson. Sigvarður detuvo la inminente batalla posicionándose entre ambos ejércitos con un séquito de sacerdotes que salieron al exterior de la sede episcopal a cantar. 
Sigvarður se desplazó al extranjero entre los años 1250 y 1254 y luego estuvo al servicio de Brandur Jónsson, obispo de Hólar. A la muerte de Brandur, lo sustituyó Jörundur Þorsteinsson, fue consagrado obispo en 1267 y como Sigvarður ya era muy anciano y sufría demencia, su nombramiento fue para toda la isla. Jörundur envió a Árni Þorláksson como su representante en Skálholt y fue elegido obispo de la sede, un año más tarde fallece Sigvarður.